# Helichrysum scorpioides
Helichrysum scorpioides là một loài thực vật có hoa trong họ Cúc. Loài này được Labill. mô tả khoa học đầu tiên năm 1806.